# Gerardo Oliva
Gerardo Francisco Oliva Montes – peruwiański zapaśnik startujący w stylu klasycznym. Srebrny medalista mistrzostw panamerykańskich w 2018 i brązowy wśród juniorów w tym samym roku. Srebrny medalista mistrzostw Ameryki Południowej w 2019 i brązowy w 2017 roku.